# فريديريكو باريديس
فريديريكو باريديس (بالبرتغالية: Frederico Paredes‏) هو مبارز بالسيف برتغالي، ولد في 31 يناير 1889 في لشبونة في البرتغال، وتوفي في 4 نوفمبر 1972.

## وصلات خارجية
- فريديريكو باريديس على موقع أوليمبيديا (الإنجليزية)